# Discografie van Suzan & Freek
Hieronder volgt de discografie van het Nederlandse muziekduo Suzan & Freek, met name hun albums, hun nummers met een notering in een hitlijst en hun Top 2000-noteringen.

## Albums
| Album                        | Verschijnen       | Label          | Hitlijsten | Hitlijsten | Hitlijsten | Hitlijsten | Opmerkingen                                      |
| Album                        | Verschijnen       | Label          | BE (VL)    | BE (VL)    | NL         | NL         | Opmerkingen                                      |
| Album                        | Verschijnen       | Label          | Piek       | Weken      | Piek       | Weken      | Opmerkingen                                      |
| ---------------------------- | ----------------- | -------------- | ---------- | ---------- | ---------- | ---------- | ------------------------------------------------ |
| Gedeeld door ons             | 27 september 2019 | Sony           | 1 (1 wk)   | 226*       | 2          | 160*       | Studioalbum / Platina in Nederland               |
| Beste zangers - Seizoen 2020 | 30 oktober 2020   | Cornelis Music | 81         | 4          | —          | —          | Ep / Compilatie van Beste Zangers seizoen 13     |
| Dromen in kleur              | 29 oktober 2021   | Sony           | 2          | 170*       | 1 (2 wk)   | 169*       | Studioalbum / Platina in Nederland               |
| Liefde voor muziek 2022      | 20 mei 2022       | Universal      | 118        | 7          | —          | —          | Ep / Compilatie van Liefde voor muziek seizoen 8 |
| Iemand van vroeger           | 22 september 2023 | Sony           | 1 (1 wk)   | 61*        | 1 (1 wk)   | 40         | Studioalbum / Platina in Nederland               |

### Overig
- Glass House sessions (2017, ep)

## Singles
| Lied                            | Verschijnen       | Album                        | Hitlijsten | Hitlijsten | Hitlijsten  | Hitlijsten  | Hitlijsten   | Hitlijsten   | Opmerkingen                                                                                  |
| Lied                            | Verschijnen       | Album                        | BE (VL)    | BE (VL)    | NL (Top 40) | NL (Top 40) | NL (Top 100) | NL (Top 100) | Opmerkingen                                                                                  |
| Lied                            | Verschijnen       | Album                        | Piek       | Weken      | Piek        | Weken       | Piek         | Weken        | Opmerkingen                                                                                  |
| ------------------------------- | ----------------- | ---------------------------- | ---------- | ---------- | ----------- | ----------- | ------------ | ------------ | -------------------------------------------------------------------------------------------- |
| Als het avond is                | 2 november 2018   | Gedeeld door ons             | 4          | 31         | 1 (3 wk)    | 29          | 3            | 68           | MNM-Big Hit / NPO Radio 2 TopSong / Driedubbelplatina in Nederland / Dubbelplatina in België |
| Blauwe dag                      | 28 juni 2019      | Gedeeld door ons             | 5          | 21         | 4           | 24          | 5            | 46           | NPO Radio 2 TopSong / Dubbelplatina in Nederland / Goud in België                            |
| Mag ik daar even stil bij staan | 2019              | Gedeeld door ons             | —          | —          | —           | —           | 55           | 4            |                                                                                              |
| Deze is voor mij                | 20 december 2019  | Gedeeld door ons             | 27         | 10         | 19          | 10          | 47           | 13           | Goud in Nederland                                                                            |
| Weg van jou                     | 1 mei 2020        | Dromen in kleur              | 21         | 15         | 12          | 13          | 20           | 26           | Goud in Nederland                                                                            |
| De overkant (met Snelle)        | 21 augustus 2020  | Dromen in kleur              | 11         | 14         | 2           | 20          | 6            | 55           | MNM-Big Hit / Platina in Nederland / Goud in België                                          |
| Straks is het te laat           | 2020              | Beste zangers - Seizoen 2020 | —          | —          | —           | —           | 97           | 2            |                                                                                              |
| Papa                            | 2 oktober 2020    | Beste zangers - Seizoen 2020 | tip23      | —          | 27          | 4           | 10           | 9            | Goud in Nederland                                                                            |
| Het spijt me niet               | 2020              | Beste zangers - Seizoen 2020 | —          | —          | —           | —           | 89           | 1            |                                                                                              |
| 't Geeft niet                   | 2020              | Beste zangers - Seizoen 2020 | —          | —          | —           | —           | 67           | 2            |                                                                                              |
| De helft van wat je doet        | 2020              | Beste zangers - Seizoen 2020 | —          | —          | —           | —           | 52           | 2            |                                                                                              |
| Hou vol hou vast (met Tabitha)  | 2020              | Beste zangers - Seizoen 2020 | —          | —          | —           | —           | 22           | 4            |                                                                                              |
| Goud                            | 5 maart 2021      | Dromen in kleur              | 17         | 15         | 2           | 20          | 4            | 87           | Alarmschijf / Platina in Nederland / Goud in België                                          |
| Onderweg naar later             | 10 juli 2021      | Dromen in kleur              | 36         | 9          | 10          | 14          | 8            | 29           | Goud in Nederland                                                                            |
| Dromen in kleur                 | 14 oktober 2021   | Dromen in kleur              | 27         | 10         | 15          | 8           | 21           | 15           |                                                                                              |
| Lichtje branden                 | 29 oktober 2021   | Dromen in kleur              | —          | —          | 2           | 7           | 6            | 11           | Alarmschijf / NPO Radio 2 TopSong                                                            |
| Honderd keer                    | 13 maart 2022     | Iemand van vroeger           | 48         | 1          | 3           | 14          | 12           | 30           | Platina in Nederland                                                                         |
| Dit is voor jou                 | 2022              | Liefde voor muziek 2022      | 44         | 4          | —           | —           | —            | —            |                                                                                              |
| Kwijt                           | 4 september 2022  | Iemand van vroeger           | 30         | 9          | 5           | 14          | 12           | 23           | Dubbelplatina in Nederland                                                                   |
| Slapeloosheid                   | 5 januari 2023    | Iemand van vroeger           | 7          | 20         | 7           | 18          | 9            | 40           | Alarmschijf / Dubbelplatina in Nederland                                                     |
| Nooit meer regen                | 21 mei 2023       | Iemand van vroeger           | 20         | 13         | 18          | 9           | 29           | 17           | NPO Radio 2 TopSong                                                                          |
| Vas-y (ga maar) (met Claude)    | 7 september 2023  | Iemand van vroeger           | 44         | 2          | 5           | 19          | 8            | 26           | Alarmschijf / Platina in Nederland                                                           |
| De helft van mij                | 22 september 2023 | Iemand van vroeger           | 15         | 9          | —           | —           | 46           | 1            |                                                                                              |
| Liefde gegeven                  | 19 maart 2024     | Liefde voor muziek 2024      | —          | —          | tip23       | —           | —            | —            |                                                                                              |
| Verleden tijd                   | 23 mei 2024       | —                            | 34         | 9          | 35          | 5           | 45           | 6            |                                                                                              |
| Ken je dat gevoel               | 9 januari 2025    | —                            | 10         | 19         | 12          | 19          | 16           | 22           | Alarmschijf                                                                                  |
| Batterij                        | 15 mei 2025       | —                            | —          | —          | 35          | 3           | 16           | 6            |                                                                                              |

## NPO Radio 2 Top 2000
| Nummers met noteringen in de NPO Radio 2 Top 2000 | '19  | '20 | '21  | '22  | '23  | '24  |
| ------------------------------------------------- | ---- | --- | ---- | ---- | ---- | ---- |
| Als het avond is                                  | 278  | 262 | 390  | 478  | 429  | 609  |
| Blauwe dag                                        | 1442 | 493 | 625  | 822  | 818  | 1260 |
| De overkant (met Snelle)                          | ×    | -   | 381  | 396  | 451  | 764  |
| Dromen in kleur                                   | ×    | ×   | -    | 1277 | 1427 | 1962 |
| Goud                                              | ×    | ×   | 1752 | 449  | 439  | 734  |
| Honderd keer                                      | ×    | ×   | ×    | -    | 1580 | -    |
| Kwijt                                             | ×    | ×   | ×    | -    | 1323 | -    |
| Onderweg naar later                               | ×    | ×   | -    | 1120 | 1620 | -    |
| Vas-y (ga maar) (met Claude)                      | ×    | ×   | ×    | ×    | -    | 1194 |
| Weg van jou                                       | ×    | -   | 1181 | 1518 | 1591 | -    |

1. ↑  Een '-' betekent dat het nummer niet was genoteerd, een '×' betekent dat het nummer nog niet was uitgebracht en een vetgedrukt getal geeft de hoogste notering van een nummer aan.
2. ↑  2019 was het eerste jaar met een notering voor Suzan & Freek.